# Brazylia (Starachowice)
Brazylia – część miasta Starachowice. Leży na wschodzie miasta, w rejonie ulic Bocznej i Świerkowej.